# Andrés Cuenca
Pour les articles homonymes, voir Cuenca.
Andrés Cuenca, né le 11 juin 2007 à Adamuz, est un footballeur espagnol qui joue au poste de défenseur central au Barcelona Atlètic.

## Biographie

### Carrière en club
Né à Adamuz dans la province andalouse de Cordoue, en Espagne,,, Cuenca est formé entre le Córdoba CF et le Sevilla FC, avant d'intégrer en 2019 l'académie du FC Barcelone,, où il est considéré comme l'un des joueurs les plus prometteurs du club.
Lors de la saison 2023-24, il s'illustre en équipe de jeune, notamment en Youth League. Il est récompensé de ses performances en junior en intégrant l'équipe première lors de la pré-saison suivante, alors qu'Hansi Flick vient de prendre la direction du staff barcelonais.
Le 1er octobre 2024, il joue son premier match officiel avec le FC Barcelone, remplaçant Íñigo Martínez lors d'une victoire 5-0 contre les Young Boys de Berne en Ligue des champions,,.

### Carrière en sélection
En octobre 2023, Andrés Cuenca est convoqué pour la première fois avec l'équipe d'Espagne des moins de 17 ans pour la coupe du monde, au coté de Pau Cubarsí ou encore Marc Guiu,. Il joue ensuite aussi l'euro des moins de 17 ans à l'été 2024.

## Palmarès

### En club
FC Barcelone
- Youth League
  - Vainqueur en 2025

### En sélection
Espagne -19 ans
- Championnat d'Europe
  - Finaliste en 2025

## Statistiques générales
| Saison                | Club                  | Championnat           | Championnat | Championnat | Championnat | Coupe(s) nationale(s) | Coupe(s) nationale(s) | Coupe(s) nationale(s) | Supercoupe | Supercoupe | Supercoupe | Compétition(s) continentale(s) | Compétition(s) continentale(s) | Compétition(s) continentale(s) | Compétition(s) continentale(s) | Total | Total | Total |
| Saison                | Club                  | Division              | M.          | B.          | P.d.        | M.                    | B.                    | P.d.                  | M.         | B.         | P.d.       | Comp.                          | M.                             | B.                             | P.d.                           | M.    | B.    | P.d.  |
| 2024-2025             | FC Barcelone          | Liga                  | 0           | 0           | 0           | 0                     | 0                     | 0                     | -          | -          | -          | C1                             | 1                              | 0                              | 0                              | 1     | 0     | 0     |
| Total sur la carrière | Total sur la carrière | Total sur la carrière | 0           | 0           | 0           | 0                     | 0                     | 0                     | 0          | 0          | 0          | -                              | 1                              | 0                              | 0                              | 1     | 0     | 0     |